# Durbar Mahila Samanwaya Committee
Le Durbar Mahila Samanwaya Committee [DMSC] (bengali : দুর্বার মহিলা সমন্বয় সমিতি, français: « collectif de toutes les femmes inarrêtables ») ou simplement Durbar, est un collectif de 65 000 travailleurs du sexe au Bengale-Occidental (Inde).
Fondé le 15 février 1992 à Sonagachi, le plus grand quartier chaud à Calcutta, en Inde, avec une estimation de 11 000 travailleurs du sexe, 'Durbar' travaille à la défense des droits des femmes et des travailleurs du sexe, la lutte contre la traite des êtres humains et la prévention du SIDA,. Le Durbar proclame que ses objectifs sont la remise en question des obstacles que les travailleurs du sexe ont à affronter dans leur vie quotidienne, qu'ils soient liés à leur pauvreté ou à leur ostracisme. Durbar dirige 51 cliniques gratuites pour les travailleurs du sexe à travers le Bengale de l'Ouest, avec le soutien d'organisations telles que la Fondation Ford et de la National AIDS Control Organisation (NACO), qui aident Durbar dans ses initiatives comme la mise en réseau, la protection des droits et la création de moyens de subsistance alternatifs pour les travailleurs du sexe.
Le groupe est ouvertement politique dans ses objectifs de lutter pour la reconnaissance légale de la prostitution, et une existence sociale stable des travailleurs du sexe et de leurs enfants. Ils travaillent pour la légalisation de la prostitution et cherchent à réformer les lois qui restreignent les droits humains des travailleurs du sexe. En 2013, Durbar, à travers 49 branches locales, représentait plus de 65.000 personnes, environ 85 % de la population estimée de travailleurs et travailleuses du sexe au Bengale Occidental.

## Histoire

### LeSonagachi HIV/AIDS Intervention Project(SHIP)
Le collectif trouve ses origines dans un projet de réduction des risques sanitaires liés au VIH mené par un institut de recherche de l'Université de Calcutta, l'All India Institute of Hygiene and Public Health (en) (« Institut Pan-Indien d'Hygiène et de Santé Publique ») (AIIH&PH). Ce projet est né en réaction à une étude réalisée par l'AIIH&PH en 1992 sur la santé sexuelle des prostituées du quartier chaud de Sonagachi, à Calcutta. 
Cette étude, commandée par l'Organisation Mondiale de la Santé, portait plus spécifiquement sur la prévalence du VIH chez ces femmes. Contrairement aux attentes, et alors que Calcutta est un carrefour du trafic de drogues vers l'Inde et un des centres urbains les plus pauvres du monde, les prostituées de Soganashi sont bien moins souvent atteintes du VIH que leurs collègues des autres grandes villes d'Inde (prévalence d'approximativement 11 %, contre 50 à 90 % chez les prostituées de Mumbai, Delhi et Chennai). Néanmoins, l'étude établit que plus de 80 % des prostituées sont atteintes d'autres infections sexuellement transmissibles, avec un taux d'usage du préservatif négligeable (moins de 1 %).  
L'AIIH&PH met alors en place une mission de santé communautaire, le Sonagachi HIV/AIDS Intervention Project (« Projet d'intervention VIH/SIDA à Sonagachi »), ou SHIP. Le projet est initialement basé sur un modèle « plutôt standard en épidémiologie »  composé de trois éléments : la mise à disposition de traitements contre les IST via la présence de cliniques spécialisées et gratuites, une éducation et information sur ces maladies, et la promotion de l'usage du préservatif. L'approche préventive est de type « éducation par les pairs (en) » : il s'agit de recruter et former des prostituées du quartier à devenir des « pairs éducatrices », supervisées par des travailleurs sociaux, qui mettent elles-mêmes en place les actions de prévention auprès de leurs collègues. Le projet est copiloté par l'OMS et le Ministère indien de la Santé via la National AIDS Control Organisation (en) (« Organisation Nationale de Lutte contre le SIDA ») (NACO), avec des financements du NORAD américain et du DFID britannique.
Le programme est dirigé par le Docteur Smarajit Jana, épidémiologiste et chercheur en santé publique. Alors membre de l'AIIH&PH, il a par la suite travaillé comme coordinateur pour CARE et conseiller pour l'ONUSIDA. Spécialiste de la médecine du travail et des questions de justice sociale, le Docteur Jana aborde la question des IST sous l'angle des risques professionnels, considérant les prostituées comme des travailleuses, un parti-pris alors novateur pour les services publics indiens de santé. Il lui apparait bien vite que le modèle adopté par l'AIIH&PH est incomplet.

« Tout le monde voulait une action anti-SIDA efficace. J'avais été missionné pour ça, mais j'ai vite réalisé que la prémisse scientifique de base était défectueuse. Toute la communauté scientifique qui travaillait sur le VIH considérait que la bataille pouvait être gagnée avec de l'information (prévention) et de la technologie (préservatifs). Mais j'ai bien vite compris que ces femmes n'étaient pas en contrôle de leur vie. Leurs clients, proxénétes, partenaires et maquerelles les contrôlaient. Elles étaient fréquemment harcelées, arrêtées et parfois battues et violées par la police. L'exploitation économique par les usuriers était incroyable. Nous avons compris assez tôt que c'est seulement en leur donnant plus de pouvoir collectif, en s'attaquant à leur exclusion économique, politique et sociale que nous pourrions réussir. 
[...] Avec des milliers de travailleuses du sexe, c'est l'acheteur qui a le pouvoir. Les hommes machos qui payaient ne voulaient pas de préservatifs. Donc si dix travailleuses refusaient le sexe sans préservatif, ils trouvaient une onzième plus désespérée qui acceptait. C'est tout. Le système s'effondre. Chaque travailleuse du sexe devait pouvoir s'affirmer et se tenir à des décisions collectives. Le seul moyen d'y arriver, c'était de faire basculer le rapport de force. »

— Smarajit Jana, New Internationalist Magazine, 2004.

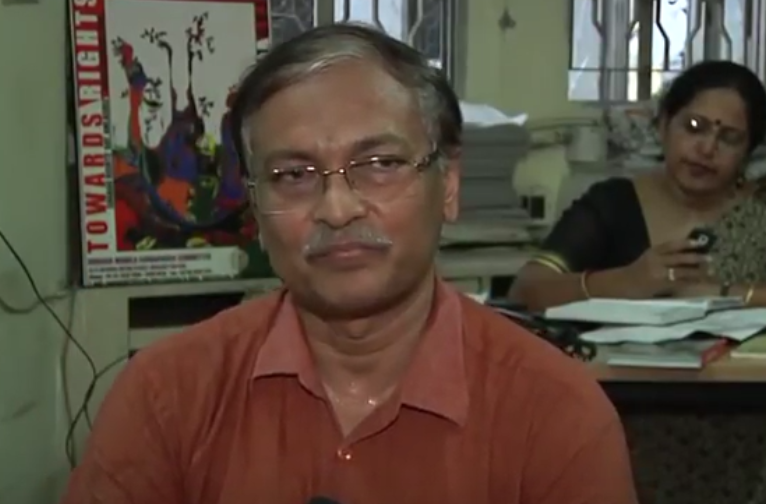
Smarajit Jana, interviewé en avril 2011 pour The Vrinda Project.

Non seulement il est difficile aux prostituées de Calcutta d'imposer l'usage du préservatif à leurs clients, mais de plus il est difficile aux travailleurs sociaux de les sensibiliser à ces questions : leurs conditions de vie et de travail sont si difficiles et précaires que des préoccupations bien plus immédiates s'imposent à elles que le souci de leur état de santé à long terme. Avec une douzaine de « pairs éducatrices », les membres du SHIP font alors prendre au projet une nouvelle dimension, plus globale, visant à améliorer le contexte social dans lequel vivent et travaillent les prostituées de Sonagachi, à répondre à leurs besoins immédiats et à permettre leur empuissancement.

### Une approche intégrée et participative

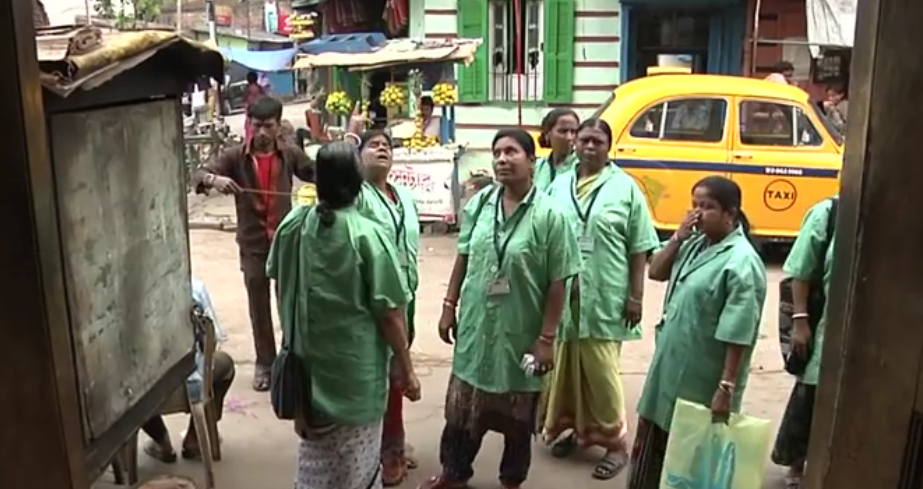
Des « pairs éducatrices » pendant une tournée de prévention dans les rues de Calcutta en 2011, filmées par The Vrinda Project.

Le SHIP évolue alors vers une « approche intégrée » qui vise à s'attaquer aux problèmes structurels qui rendent les travailleuses du sexe de Soganashi impuissantes à imposer à leurs clients le port du préservatif. Cette approche vise à s'attaquer non seulement aux causes internes à la communauté des travailleuses du sexe, mais aussi aux causes liées au fonctionnement général de l'industrie du sexe à Calcutta, et à celles provenant de la société de manière générale. Le SHIP se donne comme but de s'attaquer aux causes de l'aliénation et de l'impuissance des prostituées de Soganashi, non pas en fonction d'un agenda imposé de l'extérieur, mais en fonction des besoins identifiés par les membres de la communauté, au rythme et avec les méthodes qu'elles estiment les meilleures. En s'attaquant à la fois à la revendication de leurs droits et à l'amélioration de leurs conditions matérielles, le SHIP ambitionne de créer un espace social et politique pour ces femmes parmi les plus pauvres et les plus discriminées d'Inde.
Les travailleurs sociaux du SHIP adoptent une approche pragmatique, s'éloignant des modèles théoriques connus et se basant sur trois principes clefs : 
- le respect des travailleuses du sexe, considérées comme des personnes égales aux autres citoyens, et du travail du sexe, considéré comme un moyen de subsistance et non pas une inadéquation morale à corriger ;
- la confiance dans les capacités des travailleuses du sexe à appréhender leur situation et à en comprendre les tenants et aboutissants ;
- la reconnaissance de l'agentivité des travailleuses du sexe, et de leurs droits en tant qu'humaines, citoyennes, et travailleuses.

Le SHIP se structure de manière horizontale, membres du staff et travailleuses du sexe sont traités sans distinction : tous participent ensemble aux mêmes réunions, mangent ensemble, et ont le même pouvoir décisionnel. Les travailleurs sociaux du SHIP s'impliquent tant dans le projet que les frontières du cadre professionnel sont souvent franchies : les pairs éducatrices peuvent leur rendre visite chez eux, sont invitées aux mariages, etc..
Les actions du SHIP se diversifient : vaccination et soins gratuits pour leurs enfants, cours d'alphabétisation pour elles et leurs enfants, programmes culturels, militantisme pour leurs droits, lobbying auprès des pouvoirs publics, etc..

### Fondation de Durbar et transfert de pouvoir
Les douze éducatrices formées par le SHIP, rassemblées dans le Mahila Samanwaya Committe (« Collectif de toutes les femmes »), s'établissement formellement en association en 1995 et prennent le nom de Durbar Mahila Samanwaya Committe (Durbar signifiant « indomptable »), un collectif entièrement composé des prostituées et de leurs enfants, et dirigé par des membres élues de la communauté.
La même année, elles fondent leur propre coopérative de consommation, Usha (« épée »), qui permet aux travailleuses du sexe de Soganachi de disposer d'un compte bancaire, elles qui jusque là ne peuvent gérer leurs finances que sur une base journalière. En quelques années, Usha deviendra une des coopératives les plus puissantes et les mieux gérées du Bengale-Occidental, et la plus importante coopérative de travailleuses du sexe de toute l'Asie. 
En 1997, Durbar met en place ses huit premiers bureaux d'auto-régulation, instances communautaires qui luttent contre l'esclavage sexuel, le trafic d'êtres humains et la prostitution infantile. Il en existe aujourd'hui trente-trois dans tout le Bengale-Occidental. Le collectif s'ouvre aux travailleurs du sexe masculins et aux personnes transgenres, notamment aux hijras. La même année, les militantes de Durbar organisent la première conférence nationale des travailleurs du sexe à Calcutta, et publie un manifeste (The Sex Worker's Manifesto) qui deviendra fondateur dans le mouvement international de défense des droits des travailleurs du sexe.
En 1999, Durbar prend formellement la direction et la gestion du SHIP, y compris de l'ensemble des financements extérieurs et de la relation avec les organismes publics. Les anciens dirigeants du projet, comme le docteur Jana, deviennent des employés de Durbar.

### Croissance et réplication
Après une visite à Calcutta en 2004, la philanthrope américaine Melinda Gates relate des rencontres avec des membres de Durbar et annonce des dons massifs de sa fondation pour la lutte contre le SIDA en Inde,.
Une association est fondée sur le modèle de Durbar à Mysore, dans le Karnataka, avec l'aide du docteur Sushena Reza-Paul de l'Université du Manitoba. Cette association, baptisée Ashodaya Samithi, s'organise autour d'un restaurant, originellement financé par la banque mondiale, et dont les bénéfices vont à une maison de soins pour malades du VIH. L'Ashodaya Shamiti a, d'après la banque mondiale, « joué un rôle critique dans l'inversion de l'épidémie dans le sud de l'Etat de Karnataka ». Dans les quatre ans, le taux rapporté d'usage du préservatif augmente, les taux de prévalence de la syphilis, de la gonorrhée, de la chlamydiose et de la trichomonose uro-génitale diminuent significativement. Le taux de prévalence du VIH, qui était plus élevé à Mysore qu'à Calcutta passe de 25% en 2004 à 11,5% en 2009. Le nombre d'actes de violence rapportés par les travailleuses du sexe, majoritairement commis par la police, baisse de 84% en cinq ans. L'association fournit également un soutien aux malades du VIH, notamment dans leur rapport aux institutions de santé. 
En 2012, les membres de l'Ashodaya Samithi sont plus de huit mille, et forment à leurs méthodes des groupes de pairs éducateurs d'autres pays, comme le Népal, le Bangladesh, le Mozambique ou le Myanmar. Nommée partenaire éducatif («Learning Academy») par l'Université du Manitoba, l'association annonce, en 2018, une campagne de distribution gratuite de traitements préventifs PrEP contre le VIH auprès des travailleurs et travailleuses du sexe.

### Évènements notables

#### Victimes du scandale Saradha
Le scandale Saradha (en) est un scandale financier et politique indien centré autour de l'effondrement, en avril 2013, d'une pyramide de Ponzi gérée par le consortium Saradha Group. Plus de 1,7 million de victimes y perdent leurs économies, et de nombreuses personnalités politiques, dont deux membres du Parlement, sont arrêtées pour leur rôle dans l'arnaque. Un certain nombre de ces victimes sont des travailleuses du sexe des quartiers pauvres, victimes faciles de par leur faible niveau d'éducation.
Dès 2008, les membres d'Usha observent une baisse nette des cotisations et un nombre étonnamment élevé de retraits. Après enquête, elles découvrent qu'un certain nombre de leurs collecteurs (qui collectent les cotisations au quotidien et sont souvent des enfants de travailleuses du sexe) ont été débauchés par Saradha afin qu'ils débauchent à leur tour les cotisantes d'Usha, avec la promesse de retours sur investissement plus importants. Dans un certain nombre de cas, ils faisaient croire aux cotisantes que l'argent était déposé auprès d'Usha alors qu'il était déposé chez Saradha. Après avoir renvoyé huit collecteurs, Usha et Durbar ont lancé une campagne de prévention, en porte-à-porte, par voie de presse et à la télévision, incitant les travailleuses du sexe à plus de méfiance. En 2010, ils écrivent aux pouvoirs publics pour les prévenir du désastre imminent, sans réaction notable. 
Après l'effondrement du système, Usha apporte un soutien juridique aux victimes de ces arnaques, estimant qu'entre 40 et 50 % des travailleuses du sexe de Sonagachi ont été spoliées de leurs économies. Selon une première estimation basse, le préjudice total s'élèverait à au moins 3 crores roupies (~410 000 euros) pour les travailleurs du sexe de Kolkata.

#### Assassinat de Kabita Roy
La première présidente de l'histoire de Durbar, une ancienne travailleuse du sexe devenue travailleuse sociale du nom de Kabita Roy, est retrouvée assassinée le 2 novembre 2016 à l'âge de 58 ans. Son corps est retrouvé dans les locaux du comité à Sonagachi, étranglée avec une serviette et la tête écrasée par une pierre. 
Le 10 novembre 2016, deux mineures de 16 ans sont arrêtées et confessent le meurtre. D'après leurs aveux, Kabita Roy les avait prise en charge après qu'elles eurent été trouvées par les membres de Durbar dans un lupanar. D'après leurs déclarations, elles venaient pour s'y prostituer dans le but de payer leur voyage pour rejoindre des garçons rencontrés sur les réseaux sociaux. Elles auraient assassiné Kabita Roy pour pouvoir s'enfuir, et ont été retrouvées alors qu'elles tentaient de rejoindre un lieu de prostitution à Siliguri. La police de Calcutta a émis une demande pour que les deux jeunes filles soient jugées devant une juridiction pour adultes.

## Actions et activités

### Lutte contre le VIH et les IST
Durbar fait partie du comité de pilotage des missions antisida de la West  
Bengal  State  AIDS  Prevention  and  Control  Society (« Société de Contrôle et de Prévention du SIDA de l'Etat du Bengale-Occidental »), et est un membre fondateur de l’Indian National Network of Sex Work Associations.
Entre 1992 et 2007, le taux de prévalence de la syphilis chez les travailleuses du sexe dans les zones d'activités de Durbar est passé de 25-30% à moins de 1%. Le taux déclaré d'usage du préservatif est passé de moins de 3% à plus de 87%. Le taux de prévalence du VIH est resté stable à environ 5%, là où ce taux atteint plus de 50% chez les travailleuses du sexe d'autres grandes villes d'Inde.

### Usha, coopérative et microcrédit

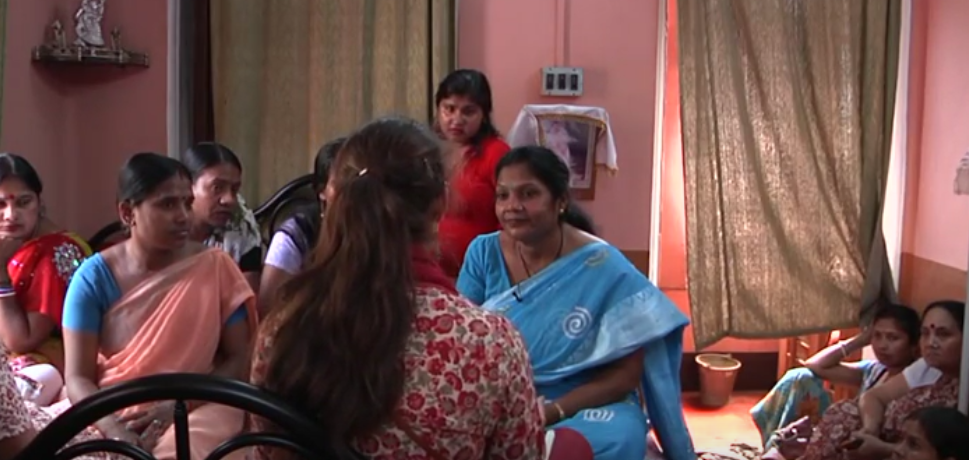
Bharati Dey (en sari bleu), alors secrétaire du DMSC, en avril 2011.

L'un des premiers problèmes auxquelles ces femmes font face est l'impossibilité pour elles d'ouvrir un compte bancaire faute de papiers d'identité, de justificatifs de domicile ou de maris pour les représenter. Forcées de confier leurs économies à leurs tenanciers ou leurs souteneurs, sans aucune garantie de les revoir, elles ne peuvent économiser sur le long terme. Les prostituées travaillant dans la rue se mettent en danger en rentrant chez elles avec leur recette, et les travailleurs du sexe vivant avec leur famille sans leur révéler leur activité ne peuvaient conserver trop longtemps leurs économies. De plus, les prostituées étaient particulièrement vulnérables face aux usuriers. Ces derniers pratiquant des taux d'intérêt prohibitifs, pouvant aller jusqu'à 1200 %, et les intérêts s'accumulant, les filles pouvaient se retrouver en pratique dans des situations proches de l'esclavage en raison de servitude pour dettes. 
Le 21 juin 1995, les membres de Durbar fondent la Usha Multipurpose Cooperative Society Limited ou Usha (« Epée »), une coopérative de consommation dirigée par des prostituées élues par leurs pairs, réservée aux prostituées et à leurs enfants. Usha propose également des programmes d'épargne et de microcrédit adaptés aux spécificités de la communauté. Le Docteur Jana en devient conseiller principal.
Les promoteurs d'Usha eurent à faire face à la résistance de proxénètes, à des menaces physiques, des jets de projectiles explosifs ou des pressions sur les prostituées pour les empêcher de rejoindre la coopérative. D'autres résistances venaient de la part de l'administration, qui refusait initialement de l'enregistrer comme une coopérative de « travailleuses du sexe » mais leur demandait de s'inscrire comme « femmes au foyer ». Les femmes d'Usha refusaient fermement, au nom de l'affirmation de leur indépendance et de leur statut de travailleuses. Ainsi, l'une des militantes d'Usha lança à un fonctionnaire : « Le seul moyen pour que je devienne femme au foyer, c'est si vous acceptez de m'épouser. Vous êtes partant ? ». Après six mois de bras de fer administratif, les prostituées de Sonagachi allèrent jusqu'à porter l'affaire devant l'Assemblée Législative du Bengale-Occidental où elles obtinrent gain de cause.
Partie avec 13 membres au départ, en 2014, la coopérative atteint en 2015 les 20 000 membres et 19 crores roupies (~2,6 millions d'euros) de chiffre d'affaires annuel. Les taux d'intérêt pour les emprunts sont particulièrement bas et, afin de ne pas laisser les plus fragiles entre les mains des usuriers, et il n'y est pas nécessaire de disposer de papiers en règle pour emprunter. Usha investit dans des projets communautaires, comme un centre d’accueil pour mineurs victimes de trafic. Plus grand établissement financier géré et possédé par des travailleuses du sexe de toute l'Asie, elle est distinguée cette année-là par le gouvernement du Bengale-Occidental comme la coopérative la mieux gérée de l’État.
Usha affirme clairement que ses objectifs ne sont pas de « réhabiliter » ou de faire changer d'activité les travailleuses du sexe, mais de les soutenir dans les périodes de crise et de leur permettre de s'émanciper de la tutelle du « nexus usurier-proxénéte-trafiquant ». Néanmoins, l'autonomie financière rend possible l'interruption ou l'arrêt de la prostitution. Les programmes d'épargnes permettent aux prostituées les plus âgées de prendre leur retraite. Par sa politique de prêt, Usha permet aux travailleuses du sexe qui souhaitent se retirer de trouver des emplois alternatifs. En 2010, Usha a aidé 222 personnes à trouver une autre activité. De plus, environ 40 % des prêts accordés par Usha concernent l'éducation des enfants des travailleuses du sexe, qui peuvent ainsi accéder à une meilleure éducation, parfois à des diplômes universitaires. Pour Rita Roy, travailleuse du sexe qui travaille aussi pour Usha, « parfois, avec les prêts, [les prostituées] peuvent payer à leur enfant une éducation vraiment très avancée, certains d'entre eux sont devenus médecins ou avocats. Pas beaucoup, encore, mais certains. D'autres femmes accèdent elle-même à une éducation supérieure - ce n'était tout simplement pas possible avant. ».

### Lutte contre l'esclavage sexuel et la prostitution infantile
Depuis 1997, le DMSC dispose d'un organe de veille communautaire voué à la lutte contre la prostitution des mineures et l'esclavage sexuel, sous la forme de Self-Regulatory Boards (« Bureaux d'auto-régulation ») ou SRB. Originellement au nombre de trois, ils sont trente-trois en 2011 : huit à Calcutta et vingt-cinq dans le reste du Bengale-Occidental. Chacun d'entre eux est composé de dix membres : six travailleurs ou travailleuses du sexe, un élu local et un spécialiste dans les domaines de la santé, du travail social et des syndicats de travailleurs.
Dans les lieux de prostitution où Durbar est actif, les nouvelles arrivantes sont vite repérées par des membres de Durbar et menées dans des cliniques où elles sont prises en charge par un médecin. Au bout de quelques heures, une réunion est organisée avec le SRB pour s'assurer que la nouvelle arrivante est majeure et vérifier qu'elle pratique bien la prostitution par sa propre décision. Dans les cas litigieux, des vérifications supplémentaires peuvent être effectuées, pouvant aller jusqu'au test d'âge osseux aux rayons X pour s'assurer de la majorité d'une personne. 
Les mineures, ainsi que les majeures contraintes à se prostituer, sont pris en charge par Durbar qui s'occupe de les raccompagner dans leur foyer en toute discrétion et confidentialité, ou, quand ce n'est pas possible (pour maltraitance, par exemple), négocie avec les autorités un placement dans un lieu d'accueil. Les situations sont gérées au cas par cas et les SRB peuvent collaborer avec les services de police, les travailleurs sociaux et diverses ONG pour la prise en charge les cas les plus difficiles ou des personnes les plus isolées. Les majeures qui convainquent les membres du SRBs qu'elles ne sont pas contraintes par autrui reçoivent assistance et conseils avant d'entamer leur activité. Dans tous les cas, les personnes bénéficient d'un suivi régulier par un membre du SRB pendant trois mois. Chaque cas est documenté et archivé, permettant des études de santé publique pour évaluer et améliorer l'efficacité des SRB dans leur politique et leur gestion au cas-par-cas.
Entre 2009 et 2011, les bureaux de Durbar ont entendu 2 195 femmes et filles entrant dans la prostitution, dont 170 mineures (7,7 %) et 45 adultes se prostituant contre leur gré (2,1 %). Toutes ont été raccompagnées chez elles ou placées. Les autres 90,2 % se sont vues offrir des conseils de santé sexuelle et la possibilité de rejoindre les différents programmes de la communauté. De 2007 à 2009, les SRB ont comptabilisé 259 cas de mineures ou victimes de contrainte retirées avec succès de la prostitution, contre 90 pour l'entièreté des services de police du Bengale-Occidental. Au cours de ces années, la proportion de mineures dans les quartiers chauds de Sonagachi a décliné fortement et de manière continue : elle passe de 25 % en 1992 à 2,15 % en 2008. Dans le même temps, l'âge médian des travailleuses du sexe augmente de 22 à 28 ans. 
Le docteur Jana explique ce succès par plusieurs facteurs : le soutien communautaire, la différenciation entre prostitution volontaire et esclavage sexuel, et le respect de la confidentialité de chaque cas, qui permet de faciliter la réintégration des mineures et des majeures le souhaitant dans leurs familles et leurs communautés.

### Militantisme
En mars 1996, Durbar participe à une manifestation à New Delhi pour demander de le retrait de l'Immoral Traffic (Prevention) Act (« Loi de prévention des trafics immoraux ») ou ITPA, la loi abolitionniste qui encadre le statut de la prostitution en Inde depuis 1986. Une foule de 5 000 travailleuses du sexe, avec des hommes et des hijras, prennent la direction du Parlement mais sont empêchées d'y parvenir par un cordon de police.
La première conférence du DMSC est organisée le 19 avril 1996, et ses membres y réaffirment leur opposition à l'ITPA. Le 14 novembre 1997, Durbar héberge à Kolkata la première convention nationale des travailleurs du sexe d'Inde, à laquelle se rendent un millier de travailleuses du sexe venues d'Inde, du Népal et du Bangladesh voisin. et publie à cette occasion le Sex Workers' Manifesto (« Manifeste des travailleurs du sexe »), qui se révèlera majeur dans le mouvement des droits des travailleurs du sexe. Durbar s'y affirme politiquement engagé, condamne le patriarcat, l'homophobie et y défend des idées proches du féminisme pro-sexe. Le manifeste établit également une filiation avec les idées marxistes qui sont très présentes dans le Bengale-Occidental et à Kolkata. Les mots qui débutent le manifeste, « Un nouveau spectre semble hanter la société », renvoient à la première phrase du Manifeste du parti communiste : « Un spectre hante l'Europe : le spectre du communisme ». Helen Ward, professeur en santé publique à l'Imperial College de Londres, écrira dans la revue trotskiste Permanent Revolution que le manifeste de Durbar « révèle une compréhension de l'oppression sexuelle qui feraient se sentir honteux nombre de socialistes ».

#### Influence internationale
Le DMSC joue un rôle important dans le développement international d'un mouvement pour les droits des travailleurs du sexe. La « Journée Internationale des Droits des Travailleurs du Sexe », célébrée à travers le monde le 3 mars, commémore un festival de 25 000 travailleuses du sexe organisée en Inde par le DMSC.
En 2005, Durbar est à l'initiative, avec Cabiria à Lyon (France) et Stella à Montréal (Canada), du Forum XXX : Célébrer une décennie d'action, façonner notre avenir, une rencontre organisée par des travailleurs du sexe et rassemblant au Canada 250 personnes venues du monde entier, appartenant à plus de 50 organisations de travailleurs du sexe ou travaillant à leurs côtés.

### Développement

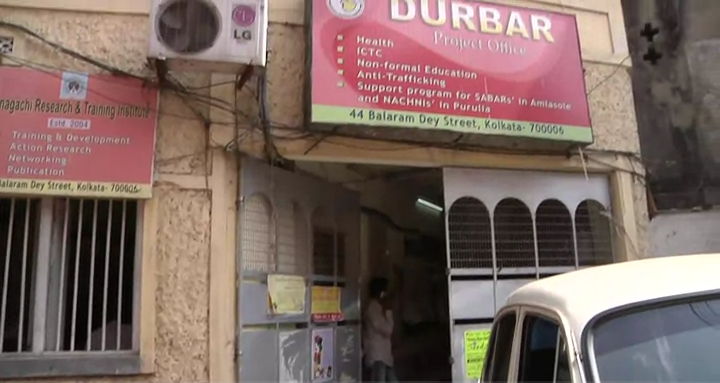
L'entrée d'un local du DMSC, à Kolkata

Une équipe d'éducation par les pairs est formée parmi les travailleurs du sexe. Peu de temps après, des études révèlent des problèmes plus vastes pour les travailleurs du sexe, en matière de droits, d'éducation de leurs enfants, d'accès aux services financiers et de harcèlement par la police et les criminels locaux. Ainsi, en 1995, il forme le Commitee Durbar Mahila Samanwaya (DMSC) avec douze travailleuses du sexe comme équipe de direction, en 2012 le DMSC avait un effectif de 65 000 membres dans 48 branches à travers l'État du Bengale-Occidental, et continue d'être géré par des travailleurs du sexe, leurs enfants et des responsables gouvernementaux, a également des travailleurs du sexe masculins comme membres. Un certain nombre de ses membres sont transgenres,.
Depuis sa création, il a travaillé comme un groupe de défense des droits pour les travailleurs du sexe et au fil des ans, il a travaillé à la sensibilisation du grand public sur les droits des travailleurs du sexe, a initié des débats et des discussions publiques dans les médias et la presse, en plus de défendre l'abolition de l’Immoral Traffic (Prevention) Act, 1956 (PITA) et la légalisation du travail du sexe. 
Le DMSC dirige 17 écoles informelles pour les enfants des travailleurs du sexe, et deux auberges de jeunesse, l'un à Ultadanga et l'autre à Baruipur. Son département culture, Komol Gandhar, enseigne la danse, le théâtre, le mime et la musique aux enfants, qui donnent régulièrement des spectacles payants.

## Organisations apparentées
Durbar a donné naissance ou encouragé la naissance de plusieurs organisations dans la communauté du travail sexuel, pour adresser des problèmes spécifiques à cette communauté ou pour faire entrer plus d'acteurs dans la promotion de ses buts politiques. 
- Anandam, organisation de travailleurs du sexe LGBT (notamment hijras) de Kolkata, fondée formellement en 2007, et composée d'environ 300 membres[42].
- Sramjeebee Mahila Sangha, organisation vouée à la lutte contre la violence des bandits et des bandes locales[31].
- Berabhenge (« Détruire les barrières ») est une organisation de soutien pour les enfants de travailleuses du sexe[31].
- Amra Padatik, organisation d'enfants de travailleuses du sexe, fondée en 2006[42].
- Saathi Sangathan (« Collectif de conjoints »), organisation de babus fondée en 2004. Les babus sont des hommes qui, dans la tradition du travail du sexe au Bengale, sont à mi-chemin entre des conjoints, des clients réguliers et des proxénètes occasionnels. Le babu d'une prostituée est notamment censé reconnaître la paternité des enfants qu'elle pourrait avoir. Sur son site Internet, Durbar déclare que « parfois les babus sont des parts indispensables de la vie et de la sécurité d'une travailleuse du sexe », bien que « les babus sont connus pour leur brutalité et leur méchanceté ». Organiser les babus au sein d'une organisation collective impliquée dans le travail communautaire de Durbar y est présenté comme « une autre voie » car « il est évident que la confrontation directe n'aurait pas fonctionné »[42].
- Friends of Durbar (« Les amis de Durbar ») rassemble les soutiens de Durbar en dehors de la communauté du travail sexuel : volontaires pour participer à l'enseignement des enfants, aux collectes de fonds, au militantisme politique, aux interventions de prévention, ou autres[43].

## Influence et reconnaissance internationale
Le modèle d'action du projet Sonagachi a été répliqué avec succès dans tout le Bengale-Oriental par le DMSC, mais également transmis à d'autres organisations au niveau national et international. 
Le DMSC collabore également avec des chercheurs en santé publique du monde entier sur la réduction des risques de transmission du VIH dans les communautés de travailleurs du sexe et d'usagers de drogue. Via, notamment, Smarajit Jana, le DMSC collabore avec plusieurs chercheurs de plusieurs universités américaines et du National Institutes of Health américain et supervise des expériences pour répliquer ses méthodes dans d'autres pays, via l'envoi d'équipes d'intervention de travailleurs sociaux pour évaluer les situations locales et recruter sur place des membres pour établir des organisations similaires. De telles expériences ont été menées avec succès dans des communautés d'usagers de drogue en Pologne, Russie, Ukraine et au Kazakhstan.

## Critiques
De par son positionnement politique, le modèle du DMSC est critiqué par les activistes abolitionnistes, comme la journaliste et militante Ruchira Gupta, qui estime que le modèle du DMSC est « faussé » et qu'il « aliène en réalité les filles et protège l'industrie du sexe, ce qui n'aide pas les filles ».
De plus, Durbar est critiqué très violemment par les abolitionnistes et conservateurs occidentaux, notamment américains depuis que la Fondation Gates leur apporte un soutien financier. Leurs critiques portent sur les résultats de l'action de l'ONG, présentés comme « catastrophiques » sur le plan de la prévention du VIH comme du trafic humain, mais également sur le DNSC lui-même, qui serait soit l'allié objectif des proxénètes, soit directement composé ou contrôlé par des proxénètes, au service de « l'industrie du sexe » et participant activement à l'exploitation, aux trafics et à la prostitution infantile. 
Ainsi, la journaliste et militante féministe américaine Gloria Steinem, affirmant tenir ses informations de Ruchira Gupta, déclare que « ce que l'idée des syndicats [de prostituées] a fait, c'est d'augmenter la capacité de l'industrie du sexe d'attirer des millions de dollars de la Fondation Gates pour la distribution de préservatifs, alors que les clients payent souvent plus pour du sexe sans préservatif, et ça a créé une nouvelle et importante source de revenus pour les tenanciers de lupanars, les proxénètes et les trafiquants qui se font appeler peer educators.». Le réalisateur de documentaires Nicholas Kristof, lui aussi citant Ruchira Gupta comme source, affirme que « Shoganachi est aussi grand que jamais et semble connaître autant de trafic et plus de VIH que jamais ». La psychologue et militante abolitionniste américaine Melissa Farley, elle, affirme que « derrière les femmes se prostituant dans les quartiers chauds de Kolkata et loin de la vue du public, se trouvent des criminels organisés qui trafiquent des femmes pour les prostituer, dominent le DMSC et contrôlent l'argent ».
Le think tank catholique américain C-FAM (en), surtout connu pour sa lutte contre le droit à l'avortement, affirme en 2005 être entré en position d'un document « d'une agence fédérale » affirmant que « beaucoup de membres du DMSC sont de vieilles ex-prostituées qui ont payé leurs dettes aux trafiquants et aux tenanciers de lupanars et sont incapables d'attirer de nouveaux clients. Ces membres deviennent des maquerelles ou des tenancières elles-mêmes et comptent sur les revenus générés par les enfants nouvellement apportés dans le système de maisons closes. Le DMSC distribue ses bénéfices aux vieux membres en fonction de l'argent généré par les rentables prostituées mineures indiennes. [...] Certaines d'entre elles n'ont pas plus de dix ans. ».